# Liste der Bodendenkmäler in Breckerfeld
Die Liste der Bodendenkmäler in Breckerfeld enthält die denkmalgeschützten unterirdischen baulichen Anlagen, Reste oberirdischer baulicher Anlagen, Zeugnisse tierischen und pflanzlichen Lebens und paläontologischen Reste auf dem Gebiet der Stadt Breckerfeld im Ennepe-Ruhr-Kreis in Nordrhein-Westfalen (Stand: April 2017). Diese Bodendenkmäler sind in Teil B der Denkmalliste der Stadt Breckerfeld eingetragen; Grundlage für die Aufnahme ist das Denkmalschutzgesetz Nordrhein-Westfalen (DSchG NRW).
| Bild                              | Bezeichnung                       | Lage                                                                                           | Beschreibung | Bauzeit | Eingetragen seit | Denkmal- nummer |
| --------------------------------- | --------------------------------- | ---------------------------------------------------------------------------------------------- | --- | ------- | ---------------- | --------------- |
| Teilstück der Bergischen Landwehr | Teilstück der Bergischen Landwehr | Flur 32, Flurstück 353/71, 351/71, 72                                                          | Die Landwehr ist überwiegend als Wall oder Doppelwall in einem ausgezeichneten Zustand erhalten. Bei fehlenden sichtbaren Befunden kann aus der heutigen Parzellierung der ehem. Verlauf noch unschwer abgesehen werden. |         | 24.04.1990       | 2 A             |
| Teilstück der Bergischen Landwehr | Teilstück der Bergischen Landwehr | Flur 31, Flurstück 505                                                                         | s. o. |         | 24.04.1990       | 2 B             |
| Teilstück der Landwehr            | Teilstück der Landwehr            | Flur 31, Flurstück 506                                                                         | s. o. |         | 24.04.1990       | 2 C             |
| Teilstück der Landwehr            | Teilstück der Landwehr            | Flur 31, Flurstück 70                                                                          | s. o. |         | 24.04.1990       | 2 D             |
| Teilstück der Landwehr            | Teilstück der Landwehr            | Flur 31, Flurstück 486/69                                                                      | s. o. |         | 24.04.1990       | 2 E             |
| Teilstück der Landwehr            | Teilstück der Landwehr            | Flur 30, Flurstück 398/20                                                                      | s. o. |         | 24.04.1990       | 2 F             |
|                                   | Reststück eines Hohlweges         | Flur 8, Flurstück 423/093                                                                      | Es handelt sich um einen tief einschneidenden Hohlweg, der von Epscheid nach Norden führt. Stellenweise sind die ausgefahrenen Wagenrillen im anstehenden Gestein noch deutlich zu erkennen. |         | 24.04.1990       | 3 A             |
|                                   | Reststück eines Hohlweges         | Flur 8 - Flurstück T. a. 522, Flur 4 - Flurstück T. a. 1349, Flur 8 - Flurstück T. a. 664/0.18 | s. o. |         | 24.04.1990       | 3 B             |
|                                   | Hohlwege                          | Weißenpferd (Flur 1 - Flurstück T. a. 133 und Flur 54 - Flurstück 2)                           | Neben der heutigen Straße in Richtung Hagen befinden sich in einem kleinen Waldstück noch mehrere parallel verlaufende Hohlwege, die ältere Trassen dieser heutigen Straße verkörpern. Da diese punktförmig auf eine Stelle in Höhe der heutigen Durchfahrt der Straße durch die Landwehr zusteuern, wird man davon ausgehen dürfen, dass sich hier ehedem ein Schlagbaum befunden hat. |         | 24.04.1990       | 4               |
|                                   | Bergbauspuren (Schlackenhalden)   | Langscheid (Flur 3, Flurstück 227/85)                                                          | Auf dem Grundstück befindet sich eine Halde und Teile einer Halde im Randbereich, die auf andere Grundstücke übergreift. Im Gelände sind die Halden noch gut erkennbar. Einige wenige Keramikfunde lassen eine Datierung in das Mittelalter zu. |         | 24.04.1990       | 5 A             |
|                                   | Bergbauspuren (Schlackenhalden)   | Langscheid (Flur 3, Flurstück 230/81)                                                          | s. o. |         | 24.04.1990       | 5 B             |
|                                   | Bergbauspuren (Schlackenhalden)   | Langscheid (Flur 3, Flurstück 229/80)                                                          | s. o. |         | 24.04.1990       | 5 C             |
|                                   | Bergbauspuren                     | Wahnscheid (Flur 13, Flurstück 203/62)                                                         | Südlich von Wahnscheid sind in einem Waldgelände deutliche Bergbauspuren zu erkennen. Es handelt sich um mehrere in Reihe liegende steile Mulden, bei denen es sich um Teile eines verstürzten Stollens, wahrscheinlicher aber um Licht- und/oder Luftlöcher dieses Stollens handelt, dessen Mundloch am Südrand noch erahnt werden kann, gelegen auf dem Nachbargrundstück. |         | 24.04.1990       | 6 A             |
|                                   | Hohlwegreste                      | Südlich v. Brf. im Bereich Landwehr (Flur 15, Flurstück 236)                                   | Hohlwege sind Relikte älterer Straßen, die zeitlich vor dem Beginn des Kunststraßenbaues Ende des 18. Jahrhunderts liegen. Entstanden sind sie durch die Bodenerosion in dauernd befahrenen Fahrspuren. Da die beiden Radspuren sich dabei tiefer eingruben als der mittlere Teil des Hohlweges, wurden diese Rillen nach einiger Zeit so tief, dass die Achsen der Wagen an diesem mittleren Teil hängen blieben. In der Regel begann man dann mit der Anlage einer neuen Fahrspur parallel zur alten. Im vorliegenden Fall handelt es sich um eine von Frankfurt über Siegen und Olpe nach Schwelm und Holland führende Straße, die stellenweise den Namen "Eisenstraße" führt. |         | 25.02.1992       | 7 A             |
|                                   | Hohlwegreste                      | Südlich v. Brf. im Bereich Landwehr (Flur 15, Flurstück 237, 317, 470/241)                     | s. o. |         | 25.02.1992       | 7 B             |
|                                   | Hohlwegreste                      | Südlich v. Brf. im Bereich Landwehr (Flur 15, Flurstück 618/243)                               | s. o. |         | 25.02.1992       | 7 C             |
|                                   | Hohlwegreste                      | Südlich v. Brf. im Bereich Landwehr (Flur 15, Flurstück 244)                                   | s. o. |         | 25.02.1992       | 7 D             |
| Hohlwegreste                      | Hohlwegreste                      | Südlich v. Brf. im Bereich Landwehr (Flur 15, Flurstück 245)                                   | s. o. |         | 25.02.1992       | 7 E             |

Gelöschte Bodendenkmäler
| Bild | Bezeichnung            | Lage                   | Beschreibung | Bauzeit | Eingetragen seit                  | Denkmal- nummer |
| ---- | ---------------------- | ---------------------- | --- | ------- | --------------------------------- | --------------- |
|      | Burgbezirk Am Bollwerk | Flur 27, Flurstück 700 | Die v. g. Freiflächen sind bedeutend im Sinne des DSchG, weil nach den Erfahrungen der wissenschaftlichen Archäologie davon ausgegangen werden kann, dass es sich um den alten Burgbezirk von Breckerfeld handelt. Die Flächen sind damit geeignet, die Entwicklung bestimmter geschichtlicher Veränderungen - nämlich die stadtgeschichtliche Entwicklung von Breckerfeld im 15. und 16. Jahrhundert - erst Amtssitz des Stadtherrn an dieser Stelle - dann Befestigungsanlage - aufzuzeigen. An ihrer Erhaltung besteht ein wissenschaftliches, nämlich archäologisches Interesse. |         | 10.08.1989 gelöscht am 16.05.2017 | 1               |